# Julian Baker
Julian Andrew Baker, de son véritable nom Julian Andrew Norris, est un personnage fictif de la série télévisée les Frères Scott, interprété par Austin Nichols.
Julian est le grand amour ainsi que le mari de Brooke Davis Baker et le père des jumeaux Davis et Jude Baker.

## Histoire du personnage
Julian Andrew Baker est né en 1988 à Los Angeles. Il est le fils d'un célèbre producteur de Los Angeles, Paul Norris, et de son épouse Sylvia Baker.
Lorsqu'il était enfant, son père étant très souvent absent, Julian fut donc particulièrement proche de sa mère ; il trouvait qu'il y avait de la magie qui émanait d'elle. Mais la magie disparut peu à peu quand elle se mit à boire, à cause des relations houleuses qu'elle entretenait avec Paul.
Plus tard, au lycée, Julian prit le nom de sa mère comme nom officiel, Baker. Julian était d'ailleurs un brillant élève qui gagna à de nombreuses reprises des concours de mathématiques nationaux. Il sort avec Peyton entre les saisons 4 et 5 à la suite de la rupture entre Peyton et Lucas. 
Il apparaît pour la première fois dans l'épisode 8 de la saison 6. Julian est un producteur de film et réalisera le long-métrage basé sur le livre de Lucas « An Unkindness Of Ravens ».
Il tombe par la suite amoureux de Brooke Davis, la meilleure amie de Peyton.
Au fil des saisons, il deviendra un personnage principal.

## Saison 6
Julian Baker arrive à Tree Hill en vue d'adapter le roman "An Unkindness of Ravens" de Lucas Scott, en film. Cependant, sa relation passée avec Peyton Sawyer, fiancée de Lucas, complique les choses puisqu'elle engendre des tensions. Les deux jeunes hommes trouvent finalement un terrain d'entente et entreprennent la réalisation du film. Malheureusement, ce projet est annulé à cause de problèmes financiers.
Julian tente de séduire Brooke Davis, avec l'aide de Samantha Walker, la fille adoptive de cette dernière. Dans un premier temps, cela n'aboutit à rien: Brooke doute de pouvoir se lancer dans une relation sérieuse avec Julian. Mais les deux jeunes gens apprennent à se connaître et commencent finalement à sortir ensemble. Tout se passe bien entre eux, jusqu'à ce que Julian annonce à Brooke qu'il doit retourner à Los Angeles pour la production d'un film. Il lui propose de venir avec lui, ainsi que Sam. Mais pretextant qu'il faille pour Sam un environnement qui soit stable, Brooke refuse. Julian retourne alors à Los Angeles, seul, malgré lui. Il revient cependant à Tree Hill pour le mariage de Lucas et Peyton. Afin de rendre Brooke jalouse, il s'y rend en compagnie d'une autre femme. Cela fonctionne, puisque Brooke finit par lui ouvrir son cœur.

## Saison 7
Julian sort avec Brooke au début de la saison mais chacun a ses occupations : Brooke sa nouvelle collection et Julian à la tête d'une grosse production. 
Leur couple va connaître des hauts et des bas pendant cette saison avec l'arrivée de Alex Dupre, le nouveau mannequin de Brooke qui fait des avances à Julian. Ils finiront par se séparer à cause d'Alex.
Et aussi Alexander Coyne un Australien et nouveau styliste de « Clothes Over Bro's » pour la collection engagée par la mère de Brooke, Victoria, pour consoler sa fille.
Julian et son père acceptent de produire le film créé par Alex. 
Après quelques disputes et autres, Julian et Brooke se remettent ensemble.
Et Julian demande Brooke en mariage dans le dernier épisode de la saison 7. (7x22)

## Saison 8
Julian et Brooke se marieront dans le treizième épisode de la saison 8 : The Other Half of Me, et Brooke tombera enceinte dans l'épisode 20. Elle mettra au monde des jumeaux, Davis et Jude Baker, dans l'épisode 22 : This is my House, this is my Home.

## Saison 9
Julian est très occupé par le projet de monter des studios de cinéma à Tree Hill. Cette préoccupation est tellement grande qu'il en oublie son propre fils Davis dans sa voiture sous une chaleur de 40 °C. Il aura du mal à s'en remettre mais finira finalement par se refaire confiance. Malheureusement, ayant raté son rendez-vous, il ne décrochera pas de nouveau contrat. À la demande de Dan, Julian va lui prêter une loge dans laquelle il va y passer ses journées et nuits pour tenter de retrouver Nathan. Peu à peu, Julian s'intéresse au travail de Dan et ils deviendront finalement complices pour sauver Nathan. 
Julian fait la surprise à Brooke de déménager dans l'ancienne maison de celle-ci, la fameuse maison à la porte rouge, dans le dernier épisode de la saison 9 (9x13).
Finalement, Julian est le producteur d'une nouvelle série : l'adaptation du premier livre de Lucas (Un noir vol de corbeaux).